# Neriman Mammadov
Neriman Mammadov (en azerí:Nəriman Məmmədov; Najicheván, 28 de diciembre de 1927 – Bakú, 6 de abril de 2015) fue compositor, pedagogo y musicólogo de Azerbaiyán, Artista del pueblo de la República de Azerbaiyán.

## Biografía
Neriman Mammadov nació el 28 de diciembre de 1927 en Najicheván. Se graduó del Colegio de Música de Bakú en nombre de Asef Zeynalli. En 1951-1956 estudió Academia de Música de Bakú. Desde 1947 hasta 1961 enseñó en este colegio. En 1962-1972 trabajó en la Academia de Música de Bakú. Fue autor de siete sinfonías y compuso alrededor de 700 obras musicales. Neriman Mammadov ha recibido el título “Artista del pueblo de la República de Azerbaiyán” en 2005.
Neriman Mammadov murió el 6 de abril de 2015 en Bakú y fue enterrado en el Segundo Callejón de Honor.

## Premios y títulos
- Orden de Lenin
- Premio Estatal de la Unión Soviética
- Artista del pueblo de la República de Azerbaiyán (2005)